# Poremećaji embrionalnog razvoja kičmene moždine
Poremećaji embrionalnog razvoja kičmene moždine su kongenitalne anomalije (urođeni poremećaji) koji nastaju tokom gestacijskog perioda razvoja ploda, pod uticajem brojnih genetskih i spoljašnjih teratogenih činioca, ili malformacija ,koje strukturno, funkcionalno ili metabolički odstupaju od normalnog obrasca razvojnog procesa koji je prisutan prilikom rođenja. Sa učestalošću od 2% do 30% kod sve novorođene dece, one čine značajan procenat morbiditeta i mortaliteta u prenatalnom razdoblju i dojenačkom uzrastu.
Napredak fetalne medicine, do koga je došlo u najvećoj meri uvođenjem ultrazvučne tehnologije poslednjih decenija, nametnuo je nove zahteve onima koji brinu o zdravlju fetusa i majki. Brojna saznanja o etiologiji i patofiziologiji kongenitalnih anomalija, kao i tehnološki napredak, doveli su do primene novih metoda u dijagnostici i terapiji urođenih poremećaja ploda.

## Epidemiologija
Prema epidemiološkim studijama incidencija poremećaja u formiranju neuralne cevi se na svetskom nivou kreće od 1,0 do 10,0 na 1.000 novorođene dece. Najveći broj anomalija se može svrstati u jednu od dve velike kategoriji koje su izjednačene prema učestalosti: anencefalija (defekt u zatvaranju kranijalnog dela neuralne cevi, u predelu glave) i defekti lokalizovani kaudalno od glave, u predelu kičmene moždine.

### Morbiditet/Mortalitet
Briga za decu počinje pre njihovog rođenja. Strah od pojave anomalija ploda, prisutan je kod svake trudnice, i nije bez racionalne osnove. Urođene anomalije se javljaju kod 3 do 4% novorođene dece, a značajno su učestalije kod spontanih pobačaja i interuterine smrti ploda. Polovina ovih anomalija je takve prirode da dovodi do smrti ili bitno remeti život po rođenju, zbog čega je tačno i pravovremeno otkrivanje i lečenje kongenitalnih anomalija od velikog značaja kako za pojedinca, tako i za društvo.

## Etiopatogeneza
Od poznatih uzroka genetički faktori su najzastupljeniji (15 - 25%), dok je samo manji broj kongenitalnih anomalija uzrokovan faktorima sredine kao što su majčina izloženost teratogenim agensima, uključujući lekove i infekcije (8 - 12%). Međutim na osnovu dosadašnjih saznanja smatra se da velika većina izolovanih kongenitalnih anomalija nastaje kao posledica intereakcije gena i sredine. Zato bolest svrstavaju i u grupu multifaktorijalno uzrokovanu (20 - 25%). Međutim kako u većini slučajeva (40 - 60%), uzrok nije otkriven, etiologija kongenitalnih anomalija i dalje ostaje velika nepoznanica.
Spoljašnji činioci koji izazivaju urođene poremeaje se nazivaju teratogeni. U teratogene faktore se ubrajaju se:
- mnoge hemikalije (ukljuujui mnoge lekove i alkohol),
- infektivni agensi,
- radijacija kao i
- neki drugi činioci.

Izloženost teratogenim agensima tokom prvih nedelja razvoja često direktno ubija embrion ne interferirajući sa razvojem organa, zato što on nije ni počeo. 
Izloženost teratogenima u periodu od 3 do 8 nedelje dovodi do pojave malformacija karakterističnih za pojedine organske sisteme, zato što je to period organogeneze. 
Izloženost teratogenim agensima tokom fetusnog perioda deluje na rast i sazrevanje organa, ali ne izaziva primarne strukturne malformacije. Svaki teratogen ima sopstveni vremenski period kada maksimalno deluje na embrion kao celinu ili na neki organski sistem.

## Spinalni disrafizmi
Disrafizam, koji može biti kranijalni i spinalni, označava embrionalni poremećaj izazvan izostanakom zatvaranja neuralne cevi. Karakteriše se postojanje komunikacije između neuralne cevi i povrđine kože. 
Spinalni dizrafizam je posledica poremećaja embriogeneze u razdoblju između druge i šeste nedjelje kada su u toku gastrulacija, primarna i sekundarna neurulacija i retrogresivna diferencijacija
Radi se o multifaktorijalnim poremećajima u kojima se navodi izražen uticaj niza fraktora, među kojima genetički zauzimaju značajno mesto . Defekti neuralne tube predstavljaju veliku grupu kongenitalnih poremećaja sa incidencom oko 1 na 1.000 trudnoća. Istraživanja ukazuju na veliki uticaj mutacije grupe gena na X hromozomu, nazvanih Pax geni  Naime, Pax geni kodiraju transkripciju faktora koji kontrolišu razvoj neuralne cevi. Folna kiselina je jedan od kofaktora Pax gena koja može sprečiti nastanak defekata neurane cevi.

### Oblici spinalnog disrafizma
Imajući u vidu da defekt srastanja srednje linije neuralne ploće može nastati u različitim nivoima kičmenog kanala, prema lokalizaciji  postoje:
- cervikalni spinalni disrafizam,
- torakalni spinalni disrafizam,
- lumbalni spinalni disrafizam,
- sakralni spinalni disrafizam.

Najvažniji oblici spinalnog disrafizam koji se javlja u dva osnovna entiteta kao otvoreni i zatvoreni, suštinski se razlikuju, i mogu biti: otvorena i zatvorena spina bifida, meningomielokela, lipomijelošiza,  sindrom fiksirane kičmene moždine.

#### Spina bifida
Naziv
Raniji naziv spina bifida, kao jedna od najkompleksnijih i najtežih urođenih anomalija, danas je potisnut terminima „ defekt neuralne tube“ (NTDs) i „spinalni dizrafizam“ koji mnogo bolje determinišu njenu suštinu.  
Epidemiologija
Incidenca ove anomalije u svetu pokazuje geografsku i etničku osobenost – najčešća je kod keltskih naroda (12,5 na 10.000 živo rođenih), a retka je kod azijata i u crnačkoj populaciji. Devojčice češće obolevaju nego dečaci.
Etiopatogeneza
U osnovi ove anomalije je neadekvatno „zatvaranje – srastanje srednje linije„ kičmenog stuba te je termin spinalni dizradfizam najadekvatnji. 
Etiologija spine bifide je još uvek nepoznata. Defekt srastanja srednje linije može nastati u različitim nivoima kičmenog kanala te govorimo o cervikalnom, torakalnom, lumbalnom i sakralnom spinalnom disrafizmu. Spinalni disrafizam se javlja u dva osnovna entiteta – otvoreni i zatvoreni, koji se suštinski razlikuju.
Različite vrste spine bifide
Terapija
Terapija otvorene spine bifide (lat. spina bifida aperta) je hirurški. Danas, u svetu postoje medicinski centri u kojima se primenjuje prenatalni – fetalni hirurški zahvat, kojim se može smanji neurološki deficit nastao dejstvom amnionske tečnosti na neuralno tkivo.  
Nakon rođenja operativni zahvat treba izvršiti u prvih 48 časova uz odgovarajuću antibiotsku zaštitu.
Prognoza
Prognoza ove teške anomalije zavisi od nivoa i obima lezije, ali i od prisutnih udruženih anomalija. Sa razvojem hirurgije postignut je značajan napredak u lečenju ovih bolesnika.

#### Zatvoreni spinalni dizrafizam
Zatvoreni spinalni dizrafizam (лат. spina bifida occulta) je spinalni disrafizam prisutan kod 20-30% populacije. Zatvoreni spinalni dizrafizam je veoma podmukla, prikrivena anomalija, te stoga i naziv okultni spinalni dizrafizam (OSD). 
Epidemiologija
Incidenca ove anomalije je nepoznata, zna se samo da je češća kod ženske dece. 
Etiopatogeneza
Etiologija je takođe nepoznata. Dijagnozu OSD je praktično nemoguće postaviti prenatalno. 
Radi se o kongenitalnom nedostatku spinoznog nastavka i različitog dela lamine jednog od pršljena, ali bez spoljašnje ekspozicije nervnog tkiva ili meninga. Spina bifida je spolja prekrivena kožom, koja je obično pojačane dlakavosti.
Može biti udružena sa drugim anomalijama kao što su: diastematomyelia, tethered cord, lipom, i/ili dermoidni tumor. Izolovane spine bifide ne zahtevaju operativno lečenje 

#### Meningomijelokela
Spinalna meningokela ili meningomijelokela se javlja se sa učestalošću od oko 1-2/1.000 (0,1-0,2%) živorođene dece, s tim da se u narednim trudnoćama rizik povećava 
Smatra se da u pojavi ove anomalije veliku ulogu imaju genetički faktori i da se bolest nasleđuje multifaktorijalno. U 65-85% slučajeva anomalija je udružene sa hidrocefalusom. Leči se operativno. 

#### Lipomijelošiza
Lipomijelošiza je dorzalni spinalni disrafizam koji se javlja u šest oblika, od kojih su tri klinički najvažnija: 
1. Intraduralni lipom, 
2. Lipomijelomeningokela 
3. Fibrolipom filuma terminale.
Svi poremećaji se karatkerišu razvojem progresivnog neurološkog deficita i leče se operativno. 
Epidemiologija
Lipomijelošiza  se u 56% slučajeva manifestuju kao dorzalna ekspanzivna masa, u 32% problemima sa stolicom, dok je kod 10% prisutan deformitet stopala, paraliza ili bol u nogama.

#### Sindrom fiksirane kičmene moždine
Sindrom fiksirane kičmene moždine (tethered cord syndrome) označava stanje u kome je kičmena moždina pričvršćena za neku nepokretnu strukturu kao što je dura, pršljen, lipom, koža. Ona je zapravo fiksirana između dve tačke: prva tačka je baza mozga ili lig. dentatum, a druga tačka je tethering elemenat. Trakcija, mehanička distorzija i kompresija u aksonima i neuronima dovode do ishemije a ova do hipoksije. Zbog toga dolazi do sniženog metabolizma u mitohondrijama i smanjene produkcije ATP. Aksonska transmisija holinergičnih enzima je takođe poremećena. Rezultat svega ovoga je neurološka disfunkcija, odnosno neurološki deficit..
Ovaj sindrom je izuzetno važan problem u sklopu spinalnog disrafizma jer označava stanje, kod koga se zbog niske pozicije medularnog konusa, posledično javljaju muskuloskeletalni, gastrointestinalni i urinarni poremećaji, koji su posledica istezanja kičmene moždine.
Obično je udružena sa meningokelom ili mijelomeningokelom. Lečenje spinalnog disrafizma je izuzetno kompleksno i zahteva multidisciplinarni pristup.

#### Dermoidni sinus
Dermoidni sinus predstavlja komunikaciju između kičmenog kanala i površine kože gdje se obično prezentira u obliku otvora na koži. Mogu se javiti duž celog kičmenog stuba, ali su najčešći u lumbalnoj i sakralnoj regiji. Lokalno se može naći hipertrihoza, pojačana pigmentacija, otvor na koži. Često se manifestuju infekcijom ili neurološkim deficitom.

### Rascepi kičmene moždine
Karakterišu se rascepima ili duplikaturama kičmene moždine. Postoje dva osnovna tipa. 
Prvi tip se prezentira kao udvojena kičmena moždina (dva hemikorda), od kojih svaka ima svoj centralni kanal, vlastitu duralnu tubu, koje su međusobno odvojene osteokartilaginoznim septumom. Označava se kao diastematomyelia. Dvije trećine slučajeva ima kožne abnormalnosti kao što su nevusi, hipertrihoza, lipomi, hemangiomi, često deformitete stopala  Operativno se može ukloniti koštano - hrskavičavi septum, dura zatvoriti kao jedna tuba. Ukoliko je udružena sa tethered cord sindromom, najprije se uklanja koštano - hrskavičavi septum, pa tek onda presijeca filum terminale 
Kod drugog tipa postoje dva hemikorda koji imaju vlastite duralne tube, ali nisu odvojeni rigidnom membranom, nego fibroznim septumom. Označava se kao diplomyelia.

## Literatura
- Jimenez DF, Barone CM. Encephloceles, Meningoceles, and Dermal sinuses in Priciples and Practice of Pediatric Neurosurgery, Thieme; New York, 1999:189-206.
- Reigel DH, Rotenstein D. Spina bifida in: Cheek WR, Marlin AE, McLone DG, Reigel DH, Walker ML. Pediatrics Neurosurgery; Surgery of the Developing Nervous system. W.B.Saunders Company; Philadelphia. 1994: 51-76.
- Shurtleff DB (2000). „44 years experience with managment of myelomeningocele: presidental adress, socety for reserch into hydrocephalus and spina bifida”. Eur Pediatr Surg. 10 Suppl 1: 5—8. PMID 11214842. doi:10.1055/s-2008-1072404.; l0 (Suppl I):5-8.
- French BN. Midline fusion defects and defects of formation in Youmans JR, Neurological Surgery. W.B.Saunders Company; Philadelphia. 1990: 1081-1214.
- Lichtenstein, BEN W. (1940). „"Spinal Dysraphism"”. Arch.Neurol. 44 (4): 792—809. doi:10.1001/archneurpsyc.1940.02280100094007.
- Dias MS., McLone DG. Normal and abnormal early development of the nervous sistem in: Pediatric Neurosurgery: surgery of the developing nervous system. W.B.Saunders Company, Philadelphia. 2001:31-66.
- Agrawal, A.; Sampley, S. (2014). „Spinal dysraphism: A challenge continued to be faced by neurosurgeons in developing countries”. Asian J Neurosurg. 9 (2): 68—71. PMC 4129580 . PMID 25126121. doi:10.4103/1793-5482.136713 .
- McComb JG. Spinal meningoceles . In :Albright AL, Pollack IF, Adelson PD; Principles and Practice of Pediatric Neurosurgery .Thieme; New York, 1999: 189-208, 271-289.
- Park TS. Myelomeningocele. In Albright AL, Pollack IF, Adelson PD; Principles and Practice of Pediatric Neurosurgery. Thieme; New York. 291–320
- Greene, N. D.; Stanier, P.; Copp, A. J. (2009). „Genetics of human neural tube defects”. Hum Mol Genet. 18 (2): R113—R129. PMC 2758708 . PMID 19808787. doi:10.1093/hmg/ddp347.
- Bruner, J. P.; Tulipan, N.; Paschall, R. L.; Boehm, F. H.; Walsh, W. F.; Silva, S. R.; Hernanz-Schulman, M.; Lowe, L. H.; Reed, G. W. (1999). „Fetal surgery for myelomeningocele and the incidence of shunt-dependent hydrocephalus”. JAMA. 282 (19): 1819—1825. PMID 10573272. doi:10.1001/jama.282.19.1819.
- Iskandar BJ, Oakes WJ: Occult spinal Dysrphism in : Principles and Practice of Pediatric Neurosurgery, Thieme; New York. 321–351
- Nair, N.; Sreenivas, M.; Gupta, A. K.; Kandasamy, D.; Jana, M. (2016). „Neonatal and infantile spinal sonography: A useful investigation often underutilized”. Indian J Radiol Imaging. 26 (4): 493—501. PMC 5201081 . PMID 28104945. doi:10.4103/0971-3026.195788 .
- Dhingani, D. D.; Boruah, D. K.; Dutta, H. K.; Gogoi, R. K. (2016). „Ultrasonography and magnetic resonance imaging evaluation of pediatric spinal anomalies”. J Pediatr Neurosci. 11 (3): 206—212. PMC 5108122 . PMID 27857788. doi:10.4103/1817-1745.193374 .

## Spoljašnje veze
- „Neural Tube Defects”. MedlinePlus. U.S. National Library of Medicine.
- „St. Joseph's Hospital and Medical Center Fetal Care Center”. Архивирано из оригинала 13. 03. 2016. г. Приступљено 08. 12. 2018.
- „Preventing Neural Tube Birth Defects: A Prevention Model and Resource Guide” (PDF). Архивирано из оригинала 01. 03. 2017. г.: Centre for Disease Control and Prevention (CDC)